# Реал (окръг, Тексас)
Окръг Реал (на английски: Real County) е окръг в щата Тексас, Съединени американски щати. Площта му е 1813 km², а населението - 3047 души (2000). Административен център е град Лейки.